# Sharovipteryx
Sharovipteryx ("ala de Sharov", conocido hasta 1981 como Podopteryx, "pie con ala"), es un género representado por una única especie de diápsido prolacertiforme planeador, que vivió en el Triásico, en lo que hoy es Kirguistán. Sus fósiles se han hallado en la formación Madygen junto con el inusual reptil Longisquama. Medía aproximadamente 20 centímetros de largo, con una cola extremadamente larga, y pesaba cerca de 7.5 gramos. A diferencia de los pterosaurios, su membrana de vuelo principal (patagio) se extendía entre sus largas patas traseras en vez de sus miembros delanteros, que eran muy cortos.

## Clasificación

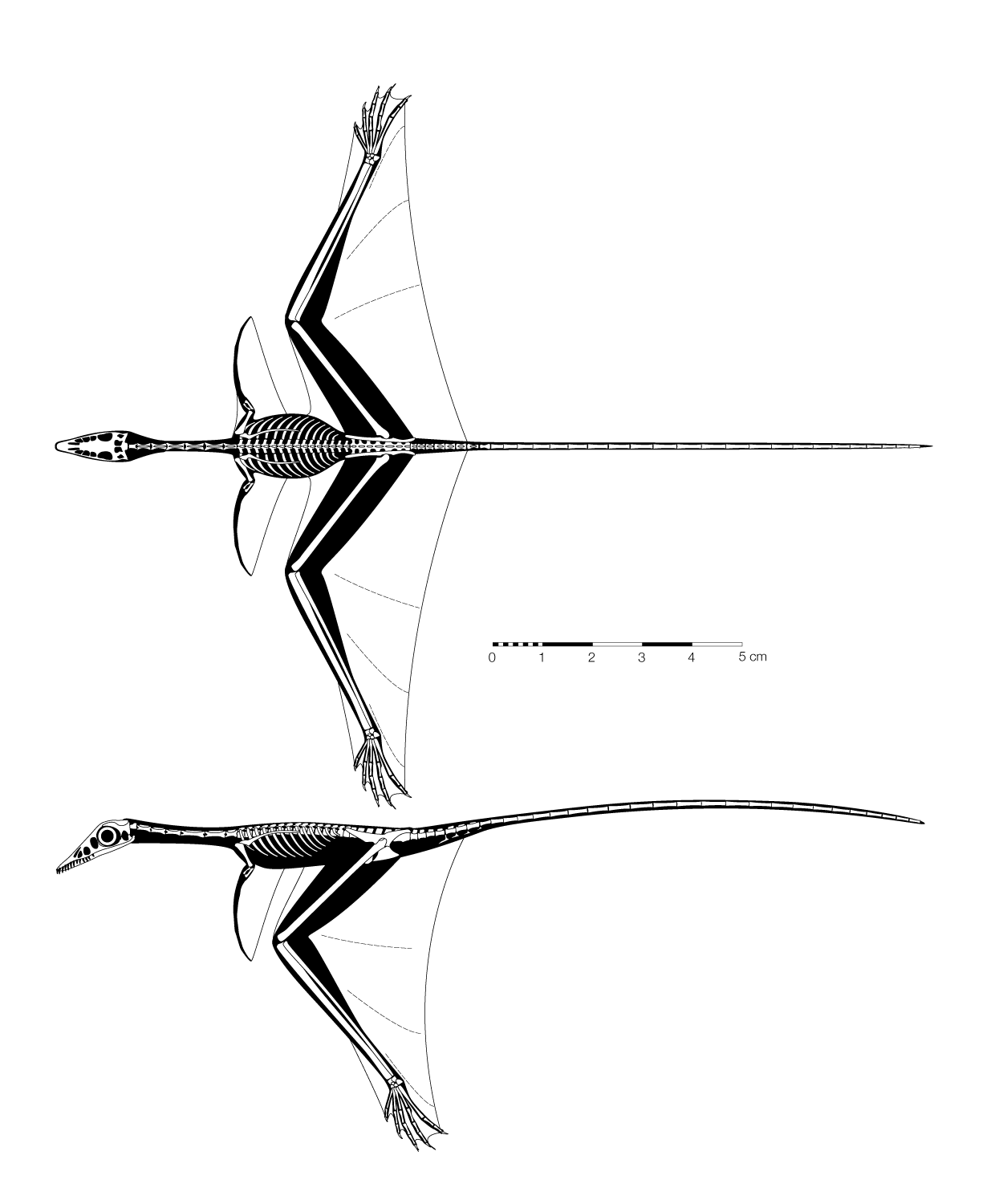
Diagrama del esqueleto de Sharovipteryx mirabilis.

La membrana de "Sharovipteryx" parece haberse extendido hacia sus patas delanteras y también es visible una pequeña membrana secundaria  entre los muslos y el tronco. Las membranas delanteras no han sido observadas. Algunos de los posibles escenarios sugieren que era un animal saltador, el cual podía haber brincado hacia arriba para luego controlar la caída con sus "alas". También se ha sugerido  que Sharovipteryx podía trepar a los árboles con sus patas traseras de garras afiladas (aunque su diseño general parece poco dotado para trepar), y entonces efectuaría saltos desde las ramas. Los miembros delanteros parecen demasiado cortos para una marcha cuadrúpeda o para trepar. Esta configuración probablemente era necesaria para liberar a estas extremidades de caminar y permitirles otras actividades.

## Locomoción

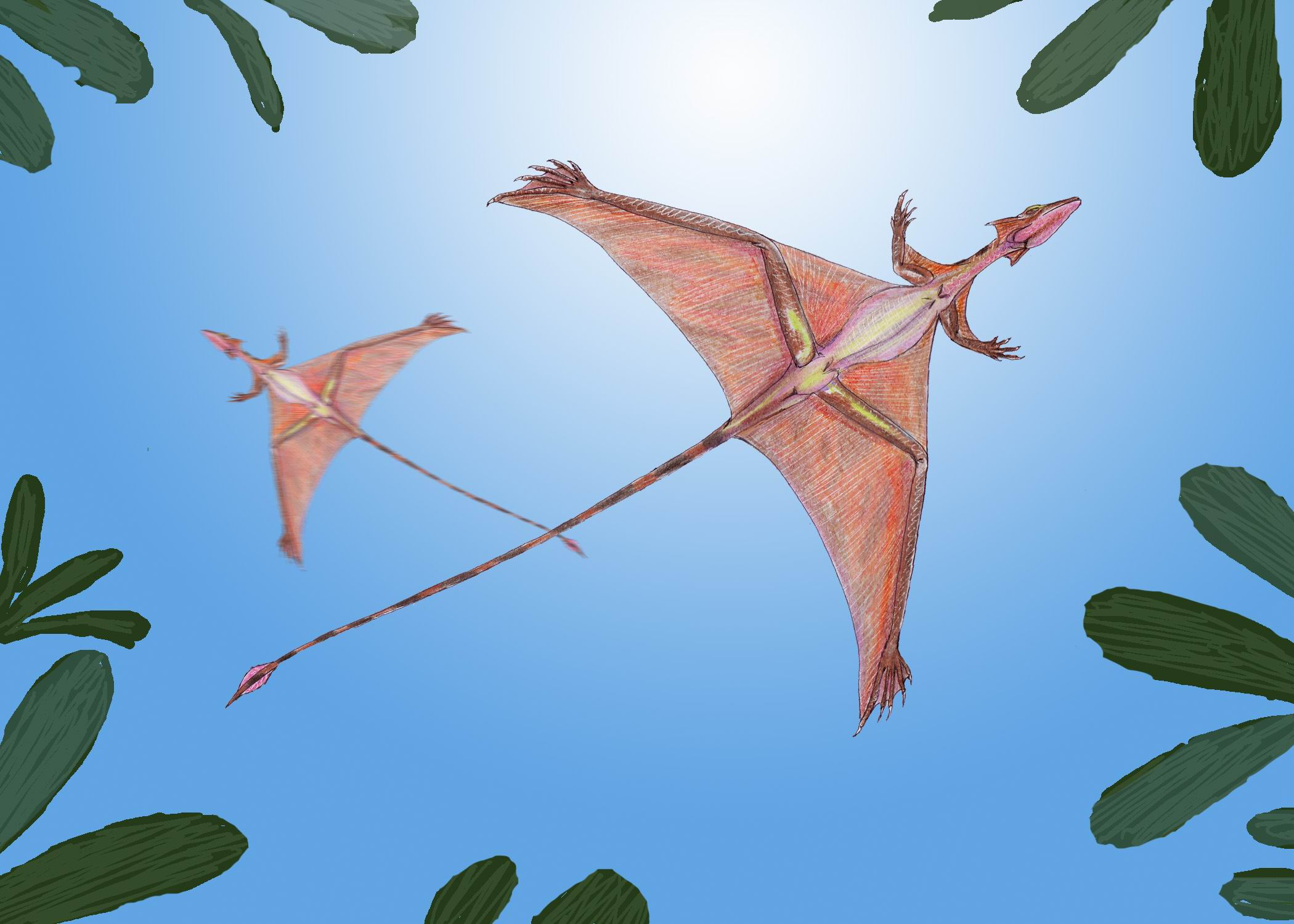
En esta figura, el Sharovipteryx parecería un planeador de ala delta.

Sharovipteryx era bípedo. Comparado con los lagartos actuales que son capaces de carrera bípeda, Sharovipteryx tenía una pelvis más desarrollada, más vértebras sacrales, miembros posteriores más largos, un torso más corto y una cola más delgada.

## Vuelo

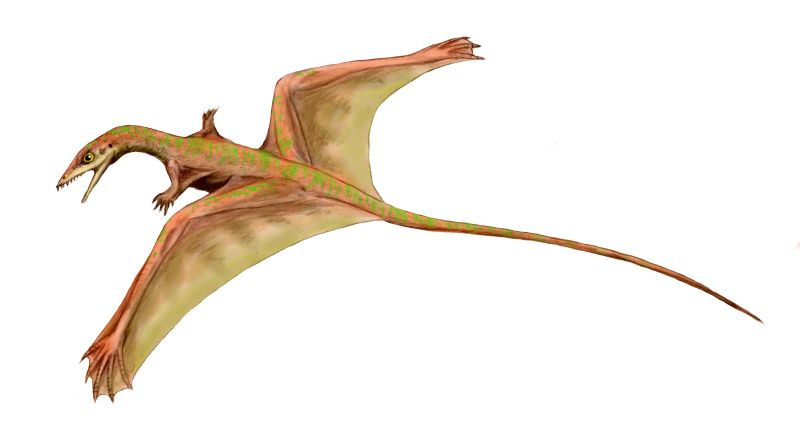
Sharovipteryx mirabilis, un prolacertiforme del Triásico temprano de Kirguistán.

En 2006, Dyke et al. publicaron un estudio sobre las posibles técnicas de planeo de Sharovipteryx. Los autores encontraron que la membrana alar, que se extendía entre sus patas traseras y la cola, le pudo haber permitido planear de una forma similar a un avión de ala tipo delta. Si los pequeños miembros delanteros también poseían una membrana, entonces pudieron haber actuado como eficientes controladores de estabilidad en el salto, de forma similar a los canard o timones de profundidad delanteros de algunos aviones. Sin una membrana delantera, según los autores, controlar el planeo pudo haber sido muy difícil (desafortunadamente, el área alrededor de los miembros delanteros fue destruida completamente en el único fósil conocido, borrando cualquier posible rastro de una tal membrana). Junto con los canards de los "brazos", estas membranas anteriores pudieron formar superficies de control para planear.
Sharov en 1971 ilustró las puntas de los dedos hasta el alargado dígito IV en ambas manos.